# Reichsstraße 352
Die Reichsstraße 352 (R 352) war bis 1945 eine Staatsstraße des Deutschen Reichs, die vollständig auf 1938 annektiertem, bis dahin tschechoslowakischem Gebiet lag. Die Straße nahm ihren Anfang an der damaligen Reichsstraße 93 in Lubenec (Lubens), verlief über Podbořany (Podersam), wo sie auf die Reichsstraße 11 traf, und weiter auf der Trasse der heutigen  Silnice I/27  über Žatec (Saaz), Most (Brüx), von dort als heutige Silnice I/13 über Teplice (Teplitz), wo sie die damalige Reichsstraße 170 kreuzte, und weiter über Děčín (Tetschen; hier Kreuzung der Reichsstraße 177), Česká Kamenice (Böhmisch-Kamnitz; hier Kreuzung der Reichsstraße 348), Nový Bor (Haida) nach Bílý Kostel nad Nisou (Weißkirchen an der Neiße), wo sie an der damaligen Reichsstraße 96 endete.
Ihre Gesamtlänge betrug rund 176 Kilometer.